# Flavius Castinus
Flavius Castinus war ein weströmischer Heermeister und Konsul des 5. Jahrhunderts n. Chr.

## Leben
Castinus wird zum ersten Mal 420/421 als comes domesticorum genannt, also als Führer der kaiserlichen Leibwache. In diesem Jahr wurde er laut Gregor von Tours (2,9) vom Kaiser nach Gallien entsandt, um eine Strafexpedition gegen die Franken durchzuführen, die kurz zuvor Trier geplündert hatten. Offenbar war der Feldzug erfolgreich und führte zu seiner Ernennung zum Heermeister (magister militum). 422 ging er nach Spanien, wo er erfolglos gegen die Vandalen kämpfte. Castinus gehörte zu den Gegnern der Galla Placidia und hoffte wohl, trotz schwerer Niederlagen gegen die Vandalen Nachfolger des Mitkaisers Constantius III. zu werden. Placidia wurde aus Ravenna verbannt und suchte 423 mit ihren beiden Kindern in Konstantinopel Zuflucht. Im selben Jahr erkrankte Kaiser Honorius an Wassersucht und starb.
Nach dem Tod des Honorius fungierte Castinus als erster Heermeister im Westen. Er widersetzte sich offenbar der Rückkehr der Placidia und der Ernennung ihres Sohnes Valentinian III. zum Kaiser. In dieser für Galla Placidia und ihren Sohn aussichtslosen Lage kam ihr schließlich der comes Africae Bonifatius zu Hilfe. Eine Lebensmittelknappheit aufgrund einer Blockade des africanischen Getreides durch Bonifatius bewog die Senatsaristokratie Roms dazu, den ehemaligen primicerius notariorum Johannes am 20. November 423 zum Kaiser zu erheben. Hinter der Erhebung des Johannes stand mutmaßlich der zweite Heermeister Gaudentius. Castinus hingegen wird im Zusammenhang mit der Erhebung des Johannes nicht als treibende Kraft genannt, vielmehr ließ er diese Usurpation zu und arrangierte sich mit den Verhältnissen. Dafür spricht auch, dass Castinus im Jahr 424 das Konsulat verliehen wurde. Die Vermutung, dass der Ostkaiser Theodosius II. ihm das Konsulat verlieh, ist wenig plausibel, da das Konsulat des Castinus im Ostreich nicht anerkannt wurde. Möglich ist auch, dass Castinus aufgrund seiner Niederlage gegen die Vandalen politisch zu geschwächt war, um aktiv in die Ereignisse einzugreifen.
Nach der Invasion der oströmischen Streitkräfte unter Ardabur und seinem Sohn Aspar wurde Johannes 425 geschlagen und hingerichtet. Castinus scheint aus Rom verbannt worden zu sein und verschwindet aus den Quellen.